# Domjean
Domjean är en kommun i departementet Manche i regionen Normandie i norra Frankrike. Kommunen ligger i kantonen Tessy-sur-Vire som tillhör arrondissementet Saint-Lô. År 2022 hade Domjean 998 invånare.

## Befolkningsutveckling
Antalet invånare i kommunen Domjean
| Referens: INSEE |